# Ottman Azaitar
Ottman Azaitar (Colonia, Alemania; 20 de febrero de 1990) es un artista marcial mixto alemán que actualmente compite en la división de peso ligero del Ultimate Fighting Championship.

## Primeros años
Nació en una familia marroquí en Colonia, Alemania. Ottman creció en el distrito Dellbrück de Colonia hasta que se mudó con su familia a Weiden. Asistió a la Academia King Fahd en Bonn hasta los 15 años, donde se crio con una educación islámica tradicional. La controvertida escuela, que cerró en 2017 por su propia voluntad, fue financiada por el gobierno saudita y sospechosa de «atraer islamistas a Alemania». En la academia, todas las materias escolares se impartían exclusivamente en árabe. Esta inusual carrera escolar inicialmente tuvo un impacto negativo en sus habilidades en el idioma alemán, lo que se hizo evidente cuando se mudó al Hildegard of Bingen Gymnasium en Colonia. Sin embargo, tiempo después dejó la escuela secundaria luego de graduarse en 2012.
Después de graduarse de la escuela secundaria, tomó estudios en administración de empresas.

## Carrera de artes marciales mixtas
Comenzando su carrera en 2014, Ottman luchó principalmente en promociones regionales alemanas y luego se unió a Brave Combat Federation. En su tercera pelea para la organización, en BRAVE CF 9 el 17 de noviembre de 2017 celebrado en Baréin, ganó el Campeonato de Peso Ligero de la Federación de Combate BRAVE contra Alejandro Martínez por nocaut técnico en el tercer asalto. 
En su próxima pelea, luchó contra Danijel Kokora en una pelea sin título de peso wélter, obteniendo un KO de 31 segundos. Más tarde fue despojado de su título después de negarse a defenderlo de manera oportuna.

### Ultimate Fighting Championship
El 7 de septiembre de 2019, Azaitar hizo su debut en UFC en UFC 242 contra Teemu Packalén.  Ganó la pelea por nocaut en el primer asalto.
Previamente se programó una pelea entre Azaitar y Khama Worthy en UFC 249. Sin embargo, el evento fue cancelado a principios de abril debido a la pandemia de COVID-19. Luego, la pelea se reprogramó para UFC Fight Night 176. A su vez, la pareja fue eliminada de ese evento por razones no reveladas y se trasladó a UFC FIght Night 177. Azaitar ganó la pelea por nocaut técnico en el primer asalto. Esta pelea le valió el premio a la Actuación de la Noche.
El 21 de noviembre de 2020, se anunció que Azaitar estaba programado para pelear contra Matt Frevola el 24 de enero de 2021 en UFC 257. Sin embargo, el día del pesaje se anunció que Azaitar se retiraba del combate. Más tarde se anunció que Ottman había violado los protocolos de seguridad.
Como resultado del incumplimiento de los protocolos de seguridad de COVID-19, Azaitar fue liberado de UFC el 23 de enero de 2021. Sin embargo, un mes después, la moción decidió revertir la decisión reintegrando a Azaitar ya que ellos veían que se merece una "segunda oportunidad".
Tras casi 2 años alejado del octágono, el combate entre Azaitar y Frevola fue reprogramado para el 12 de noviembre de 2022 en UFC 281. Perdió la pelea por nocaut en el primer asalto.
Azaitar se enfrentó a Francisco Prado el 15 de julio de 2023 en UFC Fight Night 224. Perdió la pelea por nocaut técnico en el primer asalto.
Azaitar estaba programado para enfrentarse a Darrius Flowers el 18 de noviembre de 2023 en UFC Fight Night 232. La pelea fue cancelada por razones desconocidas.
Azaitar se enfrentó a Michael Johnson el 14 de diciembre de 2024 en UFC on ESPN 63. Perdió la pelea por nocaut en la segunda ronda, lo que llevó a su tercera derrota consecutiva por nocaut.

## Campeonatos y logros
- Ultimate Fighting Championship
  - Actuación de la Noche (Dos veces)

- Brave Combat Federation
  - Campeonato de Peso Ligero de BRAVE Combat Federation (Una vez)

## Récord en artes marciales mixtas
| Récord profesional | Récord profesional | Récord profesional |
| 16 peleas          | 13 victorias       | 3 derrotas         |
| ------------------ | ------------------ | ------------------ |
| Nocaut             | 10                 | 3                  |
| Sumisión           | 2                  | 0                  |
| Decisión           | 1                  | 0                  |

| Resultado | Récord | Oponente           | Método                      | Evento                               | Fecha                    | Ronda | Tiempo | Localización   | Notas                                                 |
| --------- | ------ | ------------------ | --------------------------- | ------------------------------------ | ------------------------ | ----- | ------ | -------------- | ----------------------------------------------------- |
| Derrota   | 13–3   | Michael Johnson    | TKO (golpes)                | UFC on ESPN: Covington vs. Buckley   | 14 de diciembre de 2024  | 1     | 2:48   | Las Vegas      |                                                       |
| Derrota   | 13–2   | Francisco Prado    | TKO (golpes)                | UFC on ESPN: Holm vs. Bueno Silva    | 15 de julio de 2023      | 1     | 4:05   | Las Vegas      |                                                       |
| Derrota   | 13–1   | Matt Frevola       | KO (puñetazo)               | UFC 281                              | 12 de noviembre de 2022  | 1     | 2:30   | Nueva York     |                                                       |
| Victoria  | 13–0   | Khama Worthy       | TKO (golpes)                | UFC Fight Night: Waterson vs. Hill   | 12 de septiembre de 2020 | 1     | 1:33   | Las Vegas      | Pelea de la Noche.                                    |
| Victoria  | 12–0   | Teemu Packalén     | KO (puñetazo)               | UFC 242                              | 7 de septiembre de 2019  | 1     | 3:35   | Abu Dabi       | Pelea de la Noche.                                    |
| Victoria  | 11–0   | Danijel Kokora     | KO (puñetazo)               | Brave CF 14                          | 18 de agosto de 2018     | 0     | 0:32   | Tánger         |                                                       |
| Victoria  | 10–0   | Alejandro Martinez | TKO (golpes)                | Brave CF 9: The Kingdom of Champions | 17 de noviembre de 2017  | 3     | 1:16   | Madinat 'Isa   | Ganó el inaugural Campeonato Peso Ligero de Brave CF. |
| Victoria  | 9–0    | Charlie Leary      | TKO (golpes)                | Brave FC 4: Unstoppable              | 31 de marzo de 2017      | 1     | 2:22   | Abu Dabi       |                                                       |
| Victoria  | 8–0    | Kevin Koldobsky    | Decisión (unánime)          | Brave FC 2: Dynasty                  | 2 de diciembre de 2016   | 3     | 5:00   | Madinat 'Isa   |                                                       |
| Victoria  | 7–0    | Łukasz Szczerek    | TKO (golpes)                | GMC 8                                | 16 de abril de 2016      | 1     | 0:56   | Castrop-Rauxel |                                                       |
| Victoria  | 6–0    | Ramūnas Paliunis   | TKO (golpes)                | Fair FC 4                            | 28 de noviembre de 2015  | 1     | 1:16   | Eindhoven      |                                                       |
| Victoria  | 5–0    | Christoph Hector   | Sumisión (guillotine choke) | Mix Fight Gala 18                    | 5 de junio de 2015       | 1     | 2:57   | Fulda          |                                                       |
| Victoria  | 4–0    | Serge Dali         | Sumisión (rear naked choke) | GMC 6                                | 18 de abril de 2015      | 1     | 3:30   | Castrop-Rauxel |                                                       |
| Victoria  | 3–0    | Ilbey Akdas        | KO (puñetazo)               | Fair FC 3                            | 25 de marzo de 2015      | 0     | 0:14   | Rheinberg      |                                                       |
| Victoria  | 2–0    | Alexander Vogt     | TKO (sumisión a golpes)     | Fair FC 2                            | 1 de noviembre de 2014   | 2     | 4:01   | Herne          |                                                       |
| Victoria  | 1–0    | Patrick Talmon     | TKO (golpes)                | Showdown Fight Night                 | 7 de junio de 2014       | 1     | 0:19   | Mannheim       |                                                       |